# Elías García Martínez
Elías García Martínez (Requena, 20 de julio de 1858-Utiel, 1 de agosto de 1934) fue un pintor español, autor original del Ecce Homo de Borja.

## Biografía
García Martínez inició su actividad artística en Requena, su localidad natal, aunque realizó sus estudios en la Escuela de Bellas Artes de Valencia y en Barcelona. Se trasladó a Zaragoza, donde contrajo matrimonio con Juliana Condoy Tello. En 1894 comenzó a trabajar como profesor auxiliar en la Escuela Provincial de Bellas Artes de Zaragoza, donde impartió la asignatura de Dibujo de Adorno y Figura hasta su jubilación en 1929; también impartió clases como profesor en el Instituto de Segunda Enseñanza de Zaragoza.

Entre su obra, que es variada y popular, se encuentran multitud de lienzos sobre diversos temas: retratos de familiares y del rey Alfonso XIII, bodegones,  paisajes, temas moriscos y religiosos. También monumentos para la Semana Santa, restauraciones y decoraciones murales. En cualquier caso, su labor como retratista está considerada como discreta ya que sus pinturas no contenían las innovaciones introducidas por la modernidad. También trabajó en la copia de cuadros antiguos. Decoró el techo del Teatro Principal de Zaragoza e hizo una colaboración en el Liceo de Barcelona.

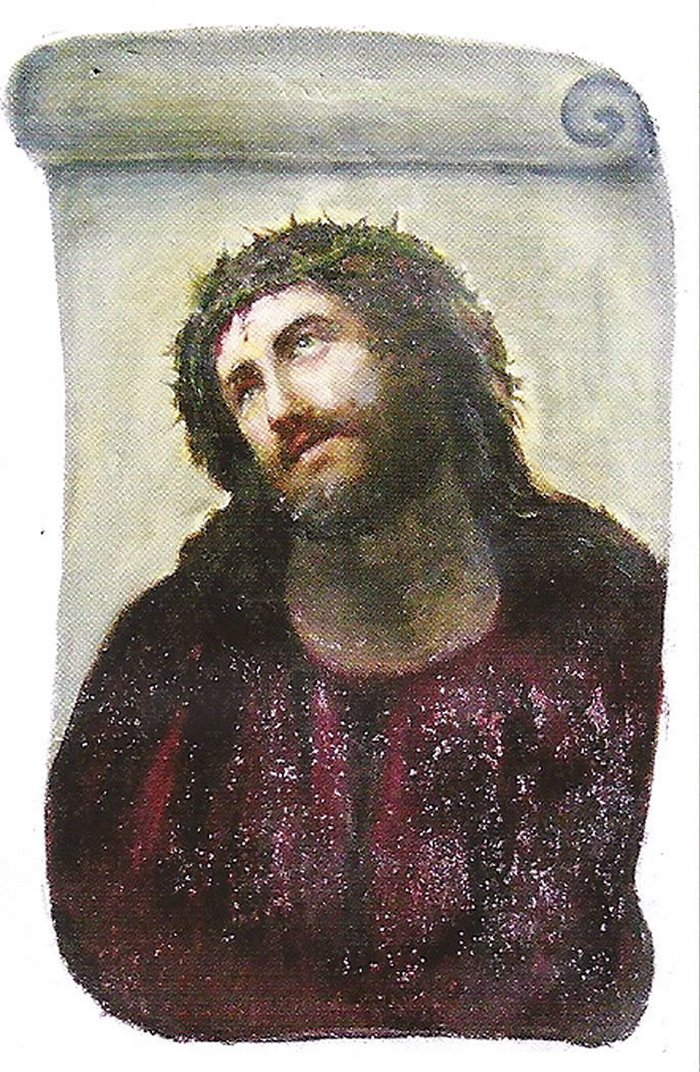
El Ecce Homo de Borja antes de la restauración Cecilia Giménez Zueco.

En 1997 el académico de número de la Real Academia de Cultura Valenciana José Martínez Ortiz, publicó un libro sobre su figura titulado: El pintor Elías García Martínez (1858-1934): hijo ilustre de Requena. Dos de sus hijos, Julio García Condoy y Honorio García Condoy le siguieron en su vocación artística, destacando este último por sus célebres esculturas vanguardistas.

### Ecce Homode Borja
El Ecce Homo, una de sus pinturas murales, realizada en el Santuario de Misericordia de Borja, cobró relevancia informativa en 2012, a escala internacional, por sufrir una restauración fallida a manos de una vecina octogenaria del municipio, Cecilia Giménez. El curioso y polémico intento de restauración, finalmente, tuvo consecuencias beneficiosas para la familia del autor, para la restauradora y para el pueblo.